# Staffel (Limburg an der Lahn)
Staffel ist ein Stadtteil der Kreisstadt Limburg an der Lahn im mittelhessischen Landkreis Limburg-Weilburg. Er grenzt nordwestlich an die Kernstadt Limburg und ist der nach Einwohnerzahl fünftgrößte der acht Stadtteile.

## Geographie

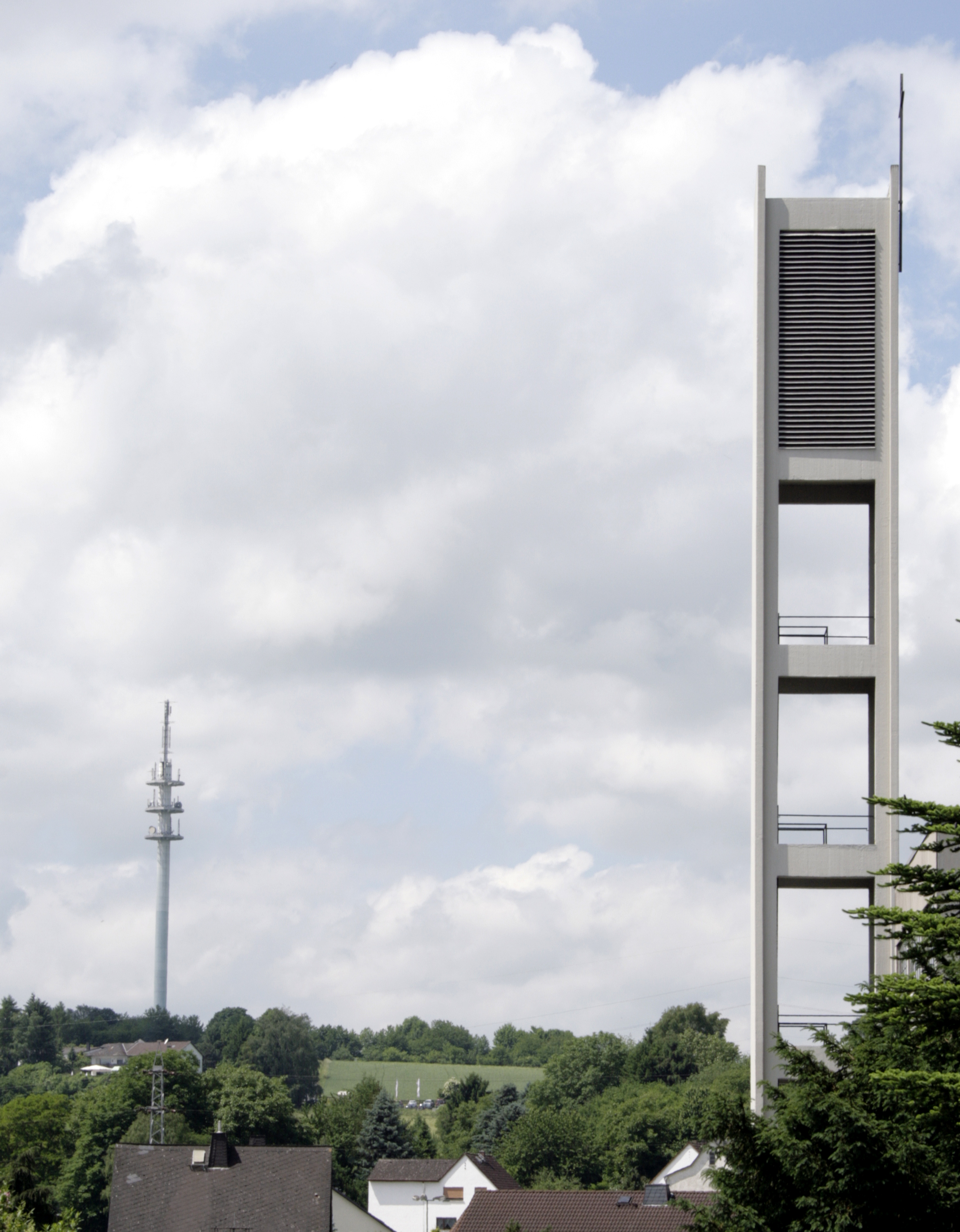
Turm der katholischen Kirche (rechts) und Fernmeldeturm westlich von Staffel

Staffel liegt nordwestlich der Kernstadt Limburg und wird von ihr durch die Lahn und von der Limburger Brückenvorstadt im Osten durch den Elbbach getrennt. Nach Norden grenzen die Autobahn 3 und die ICE-Schnellfahrstrecke Köln–Rhein/Main Staffel von der Nachbarkommune Elz ab. Westlich von Staffel schließt sich das rheinland-pfälzische Gückingen an. Durch den Ort verläuft die Bundesstraße 8. Der östliche Teil der Ortslage wird von einem Industrie- und Gewerbegebiet eingenommen, dessen größter Betrieb ein ehemaliges Werk der Firma Buderus (heute Meierguss Limburg GmbH) mit eigener Werkfeuerwehr ist. Ebenfalls im Osten verlaufen die Gleise der Oberwesterwald- und der Unterwesterwaldbahn mit dem Bahnhof Staffel. Zentraler Platz des alten Ortskerns ist der Schulplatz, an dem sowohl die ehemalige Schule und das ehemalige Rathaus als auch die evangelische Kirche liegen.
Der Ort selbst erstreckt sich vom Lahnufer auf etwa 110 Metern Höhe bis auf etwa 145 Meter im Nordwesten der Besiedlung. Am westlichen Rand der Gemarkung steigt die Landschaft in einer weiteren deutlichen Geländestufe bis auf 180 Meter an. Neben der Siedlungsfläche besteht die Gemarkung hauptsächlich aus der Flussaue der Lahn und Landwirtschaftsflächen.

## Geschichte

### Ortsgeschichte
Der Name „Staffel“ leitet sich vom mittelhochdeutschen „stapfel“ ab, was „Stufe“ bedeutet. Vermutlich bezieht sich die Beschreibung auf die stufenförmige Anhöhe nördlich der Lahn, auf der der Ort liegt.
Die älteste bekannte urkundliche Erwähnung Staffels datiert vom 6. November 1195. Damals schlichtete Kaiser Heinrich IV. einen Streit zwischen dem Wormser Bischof Heinrich und dem Grafen Walram I. von Nassau. Einer von 20 Bürgen, die in der Urkunde erwähnt wurden, war Dietrich von Staffel.
Für 1367 ist eine Befestigung mit Zäunen und Falltor erwähnt. Staffel gehörte zunächst als Reichslehen zur Grafschaft Diez und ging mit dem Aussterben der Diezer Grafen 1386 an das Haus Nassau über. Bald jedoch splitterte der Besitz zwischen verschiedenen nassauischen Linien, den Herren von Eppstein, denen von Königstein, von Katzenelnbogen und Kurtrier auf. Häufig waren Teile des Orts auch verpfändet. Der zuständige Gerichts- und Amtssitz befand sich meist in Diez. Die Lehnshoheit ging 1441 vom Reich an Kurtrier über.
Eine Brücke über den Elbbach für den Verkehr von Limburg in Richtung Westerwald ist ab 1447 nachgewiesen. 1537 wurde sie erneuert und 1855 durch einen etwas versetzten Neubau ersetzt.
Im Mittelalter existierte neben Oberstaffel, aus dem sich der heutige Ort entwickelte, auch ein Niederstaffel, das „einen Büchsenschuss weit“ in Richtung Diez lag und im Dreißigjährigen Krieg zerstört wurde, möglicherweise bei einer umfassenden Plünderung beider Staffeler Orte 1626 durch kaiserliche Truppen. Eine weitere Wüstung, Scherlingen, ist bis 1347 als bewohnter Ort belegt.
Für 1633 ist ein „gemeines Haus“, wohl der Verwaltungssitz des Schultheißen, verbürgt. 1742 brannte Staffel zur Hälfte ab. Ab 1743 befand sich Staffel wieder unter einer einheitlichen Landeshoheit im Fürstentum Oranien-Nassau, das 1806 im Herzogtum Nassau aufging. Am 1. Juli 1816 wurde Staffel dem nassauischen Amt Limburg zugeordnet. Mit der Gebietsreform in Hessen wurde Staffel am 1. Juli 1974 zum Stadtteil von Limburg.
Staffel hatte lange keine eigene Kirche. Die Einwohner besuchten die Gottesdienste in Limburg und nutzten meist auch die dortigen Friedhöfe. Für die protestantischen Staffeler war zunächst Diez neben dem Verwaltungs- auch der Kirchensitz. Spätestens 1671 war die Mehrheit der Einwohner reformiert. 1683 wurde die erste Kirche geweiht, die mit Unterstützung durch Fürstin Albertine Agnes von Nassau-Diez gebaut worden war. Einen eigenen Pfarrer gab es ab 1701. In den 1950er Jahren wurde die evangelische Kirche erweitert. Im September 1967 fand die Weihe der heutigen katholischen Kirche statt. Schulort war zunächst ebenfalls Diez. Spätestens 1697 gab es eine eigene Schule in Staffel. 1862 wurde ein Schulhaus am Marktplatz errichtet. Ein jüdischer Friedhof, vermutlich für die jüdische Gemeinde von Limburg, befand sich in der Staffeler Gemarkung.
Neben Ackerbau wurde im Mittelalter und in der frühen Neuzeit auch Wein in der Staffeler Gemarkung angebaut. Diese Kultur verschwand im 17. Jahrhundert jedoch ganz. Zahlreiche bürgerliche und adlige Einwohner von Limburg hatten Gärten und Obstbaumgrundstücke im benachbarten Staffel. Bis 1774 bestand ein gemeinsamer Markwald mit Gückingen. Nach dem Anschluss an die Eisenbahn 1870 wurden von 1875 an in der Gemarkung Eisenerz und Phosphorit abgebaut und 1880 eine vormalige Mühle am Elbbach zur Fabrik für Steingut umgewandelt. 1900 gründete der Unternehmer Carl Schlenk die „Karlshütte“, die 1907 an das Gießereiunternehmen Buderus verkauft wurde. 1901 entstand ein Kalkwerk.
Obwohl Limburg kurtrierisches „Ausland“ war, besaßen die Staffeler Bürger das Privileg, ohne Abgaben mit Limburg Handel treiben zu dürfen. 1731 kam es zu einem Grenzstreit, bei dem ein nassauischer Musketier bei Staffel von Limburger Bürgern erschossen wurde.
Im Jahr 1888 wurde erstmals ein Wasserversorgungsnetz eingerichtet und 1910 ein Gemeindehaus errichtet. Die Elektrifizierung des Orts erfolgt 1914. Am Ende des Zweiten Weltkriegs wurden 1945 sowohl die Straßen- als auch die Eisenbahnbrücke über die Lahn gesprengt. Die Straßenbrücke wurde zunächst durch einen Behehlf aus Holz und 1950 durch ein massives Brückenbauwerk ersetzt.
Die Einwohnerzählungen weisen für das Jahr 1528 im Ort 28 Männer nach, für 1612 insgesamt 30 Familien. Im Jahr 1660 ist von 77 Einwohnern die Rede, 1750 von 136 Einwohnern in 45 Häusern und 1812 von 342 Einwohnern.
Am 6. Juni 1961 hatte Staffel 2086 Einwohner, am 27. Mai 1970 waren es 2387 Einwohner.
Hessische Gebietsreform (1970–1977)
Im Zuge der Gebietsreform in Hessen wurde die bis dahin selbständige Gemeinde Staffel zum 1. Juli 1974 kraft Landesgesetz als Stadtteil in die Stadt Limburg eingemeindet. Für Staffel, wie für alle Stadtteile von Limburg, wurde ein Ortsbezirk eingerichtet.

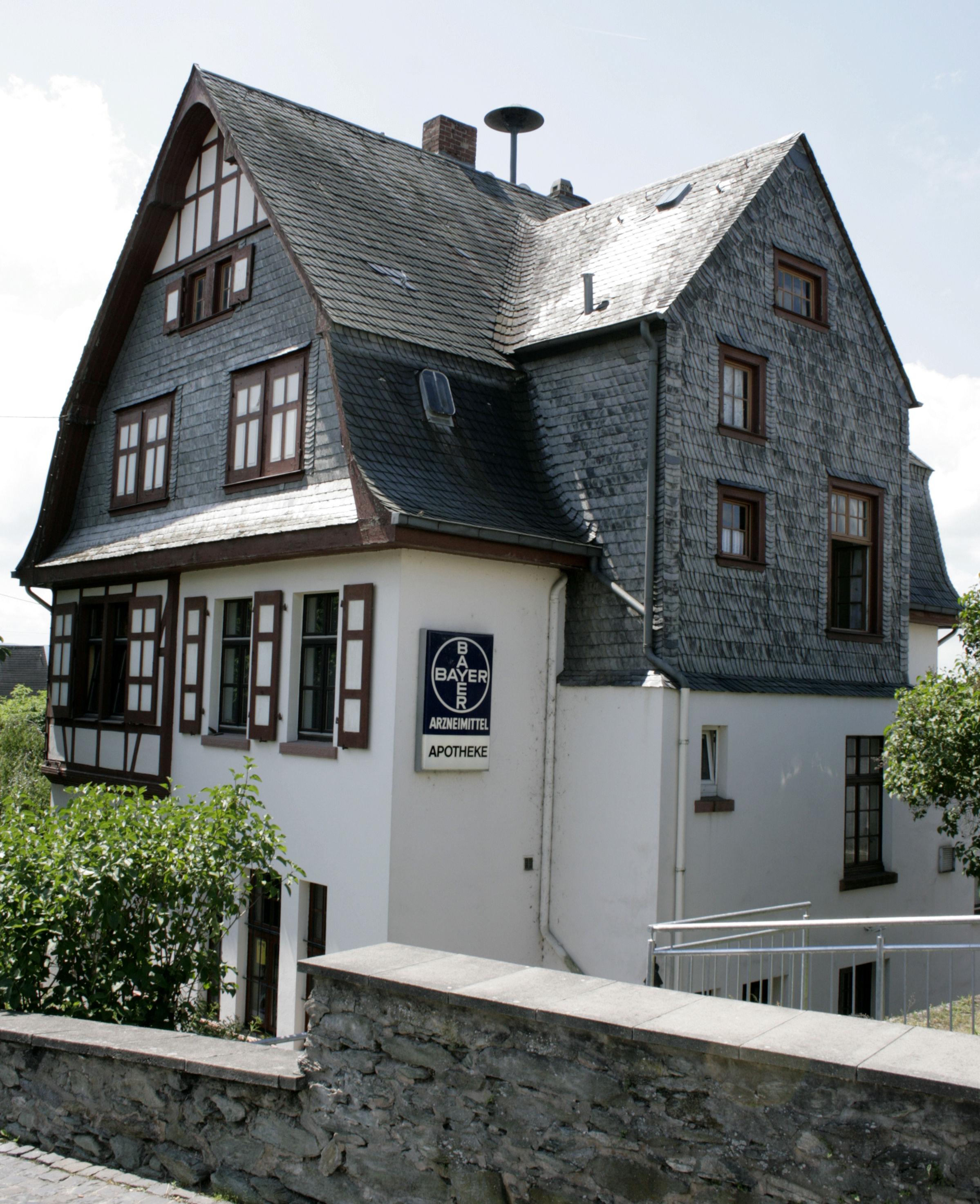
Ehemaliges Rathaus
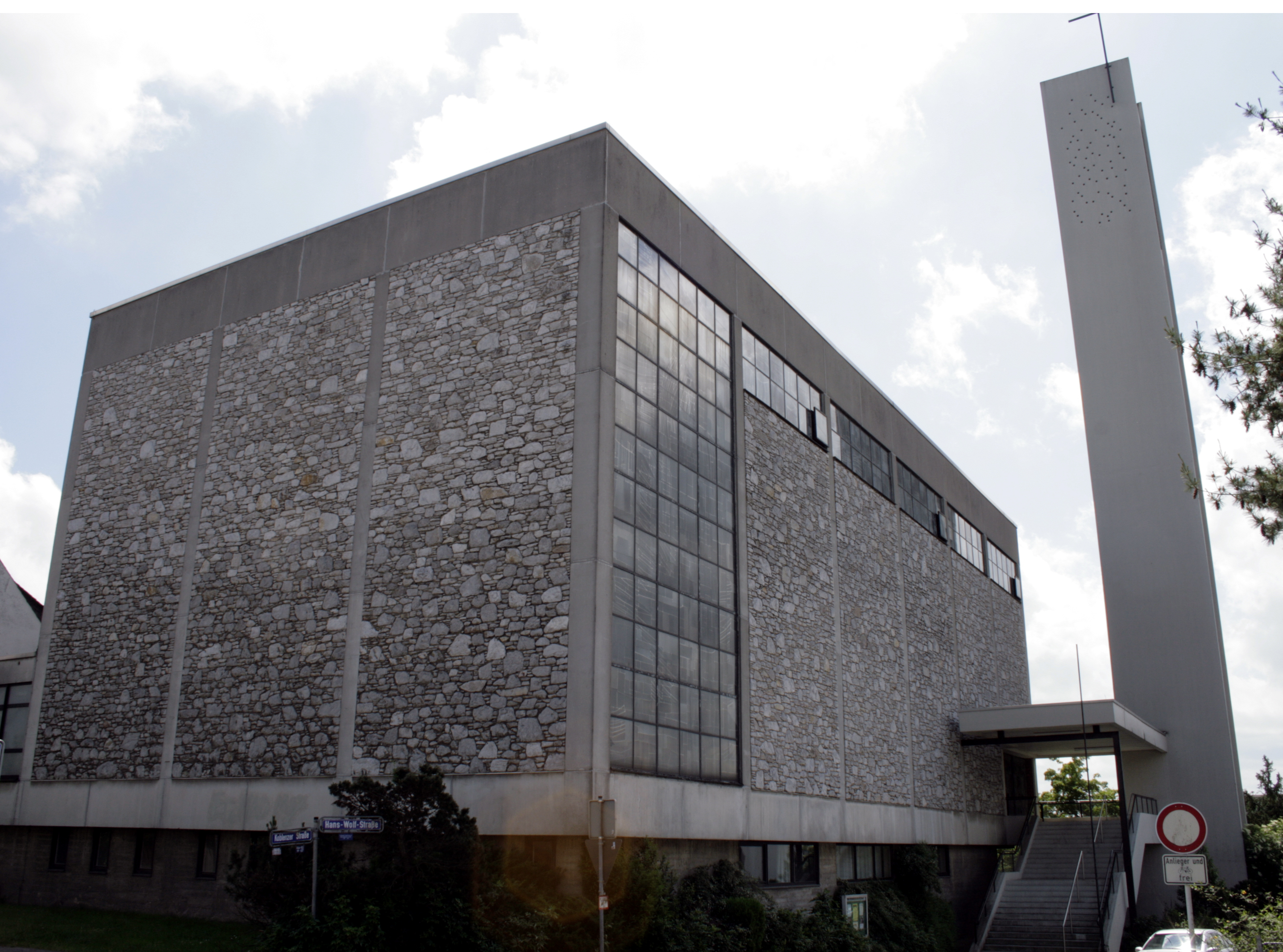
Katholische Kirche
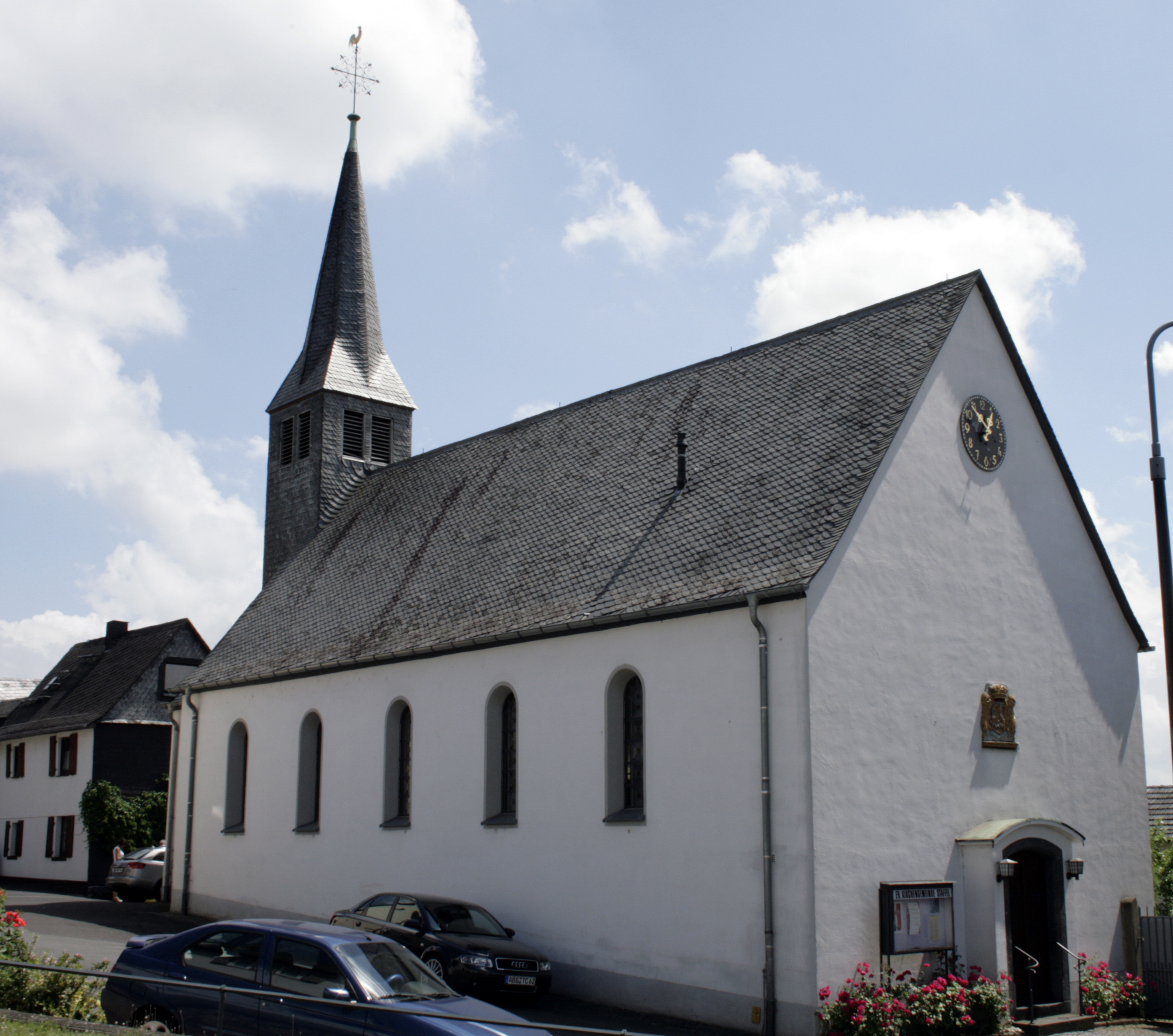
Evangelische Kirche
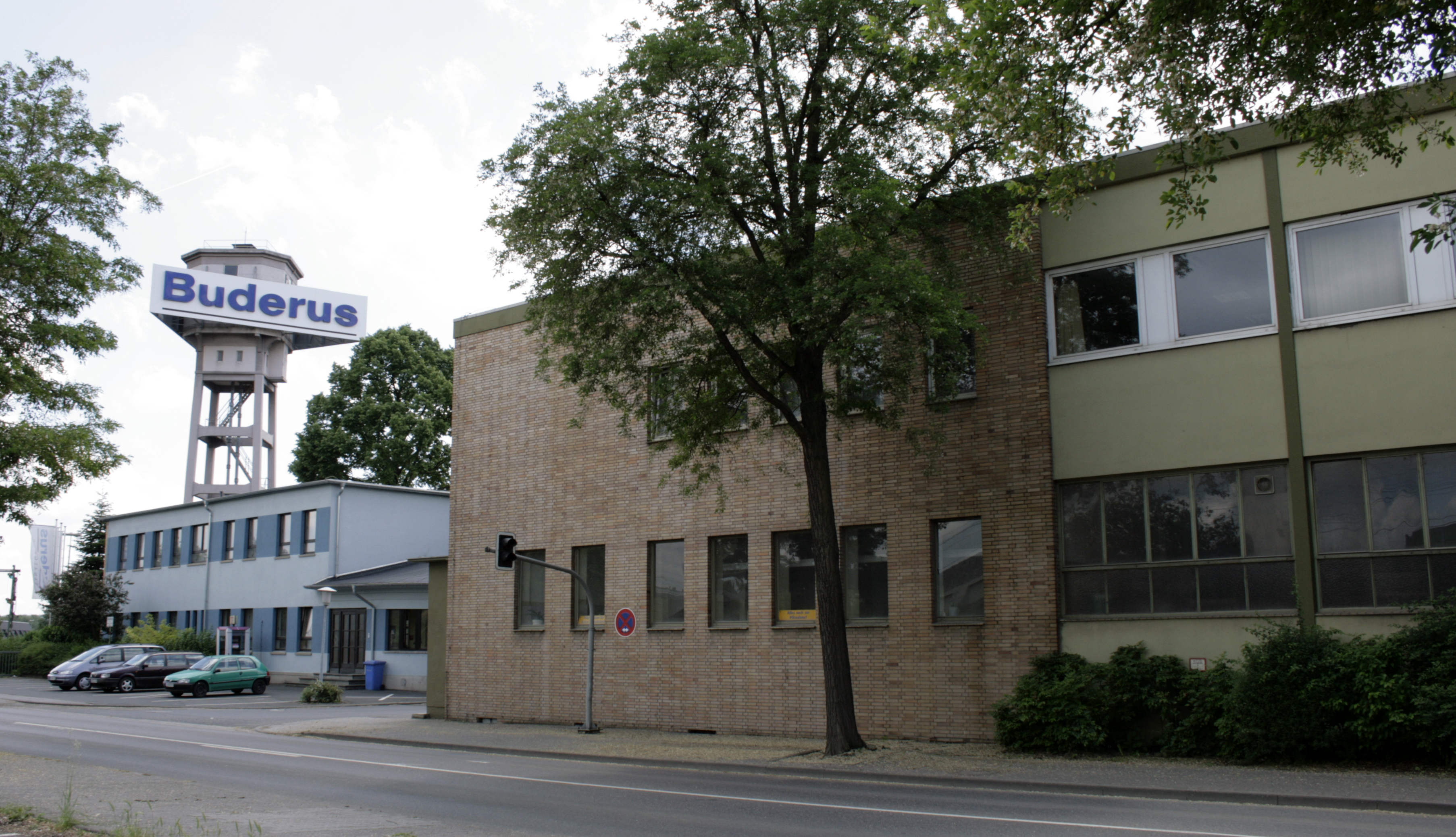
Einfahrt zum ehemaligen Buderus-Werk
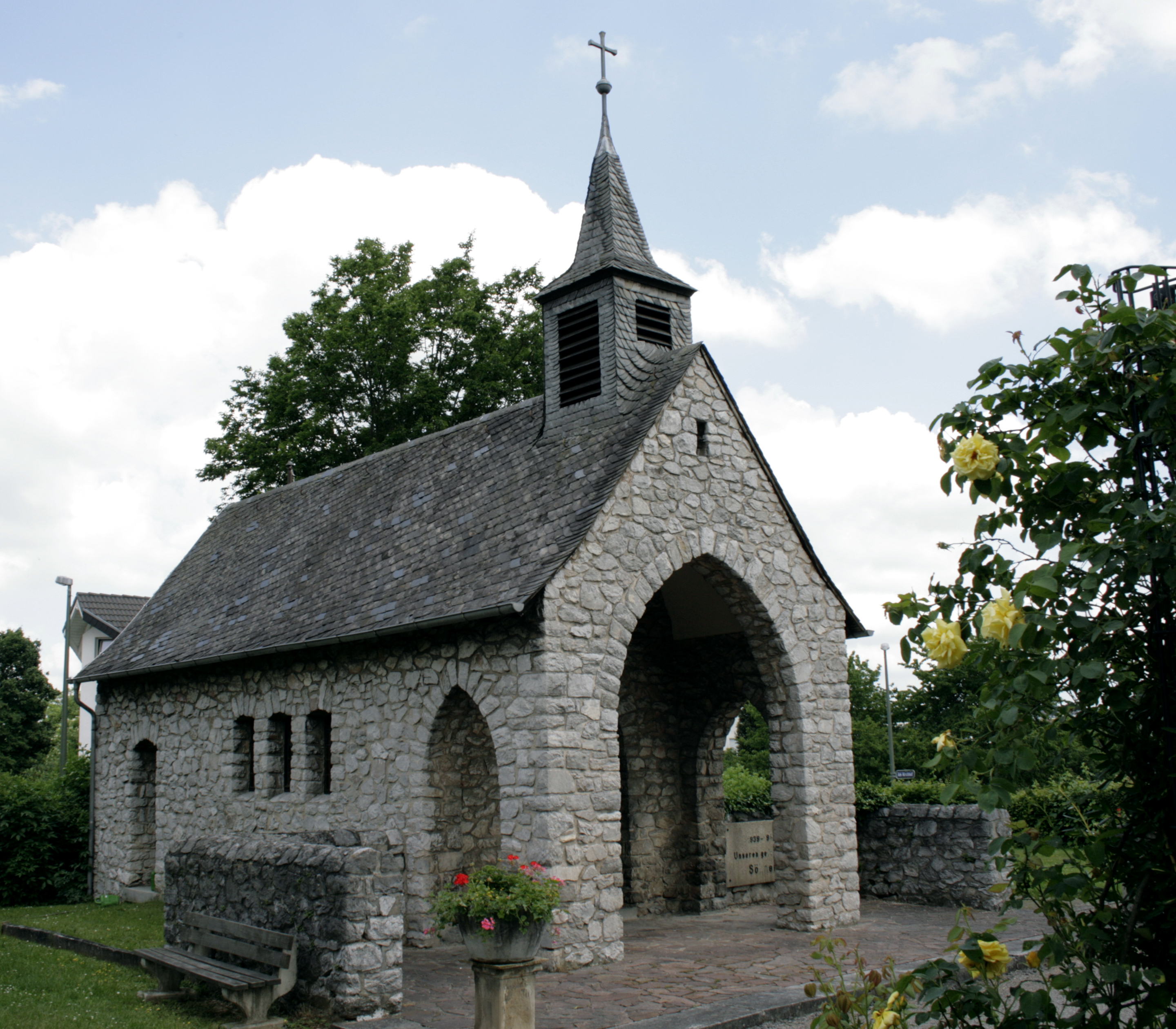
Friedhofskapelle

### Die von Staffel

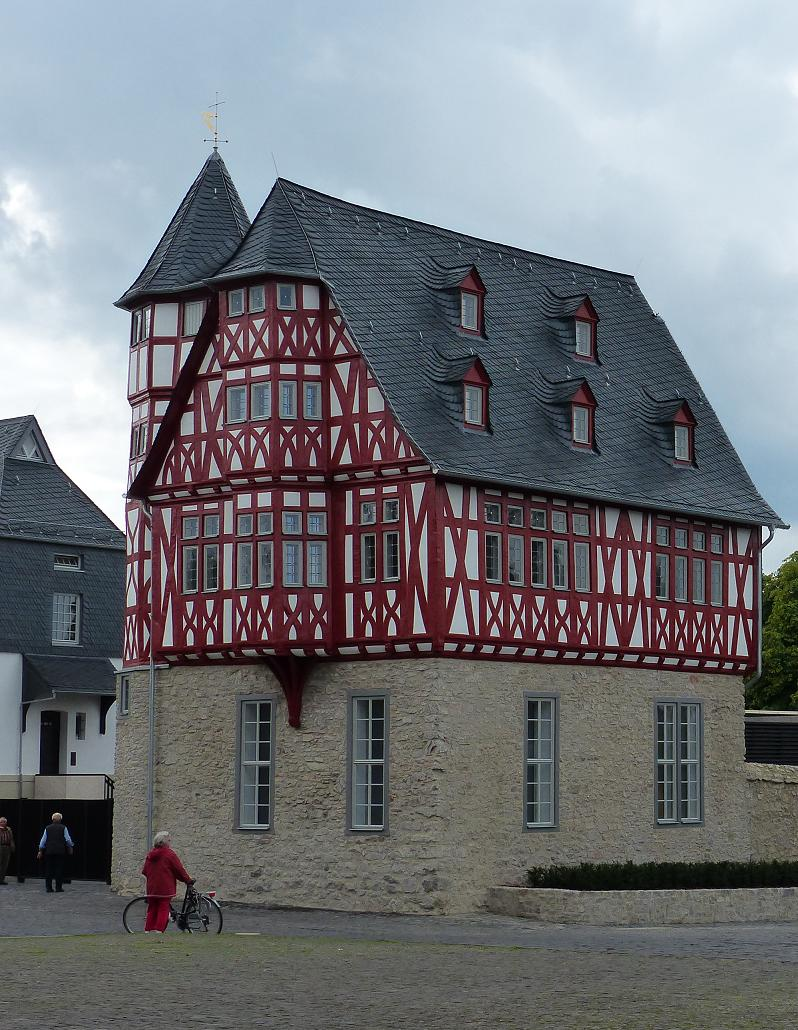
Haus Staffel am Limburger Domplatz, ursprünglich im Besitz der Familie von Staffel

Staffel war der Ursprungssitz der regional bedeutenden Ritterfamilie von Staffel. Zu ihrem Besitz gehörten unter anderem die Burgen Balduinstein, ab 1517 Burg Falkenstein im Taunus und dazu ab 1431 die halbe und ab 1497 die gesamte Herrschaft Nievern. Das alte Vikariat gegenüber dem Limburger Dom war ursprünglich ein Festes Haus der Familie von Staffel. Dazu kamen ein Turm am Burgberg in Nassau, die Niederburg bei Balduinstein und ein Festes Haus in Fachbach (allesamt heute nicht mehr vorhanden). Im Kloster Arnstein wurde unter Abt Wilhelm von Staffel nach 1359 die Klosterkirche grundlegend umgebaut.
Die Ersterwähnung Staffels von 1195 ist zugleich die des Hauses Staffel. Aus verschiedenen Quellen lässt sich schließen, dass die Familie ihren Sitz bereits unter Dietrichs Vater Anselm sowie unter dessen namentlich nicht bekannten Vater in Staffel hatte. Die Männer aus dem Haus Staffel trugen in der frühen Phase fast ausschließlich den Vornamen Heinrich. Das Wappen der Familie zeigte einen meist goldenen und gelegentlich silbernen Nassauer Löwen auf einem blauen Schild mit kleinen goldenen Kreuzen.
Anfangs scheint es sich bei der Familie um Ministeriale der Grafen von Nassau gehandelt zu haben. Bereits in der Mitte des 13. Jahrhunderts tauchen Familienmitglieder jedoch auch als kurtrierische Amtleute auf. Später sind sie auch in katzenelnbogischen und kurmainzischen, jedoch kaum noch in nassauischen Diensten verbürgt. Mit der allgemeinen Verdrängung Adliger aus Verwaltungsämtern durch bürgerliche Juristen taucht in der Mitte des 16. Jahrhunderts der letzte Amtmann aus dem Haus von Staffel auf.
Der jüngere Zweig der Familie verlegte seinen Hauptsitz nach Lorch am Rhein, wo das Geschlecht 1505 im Mannesstamm ausstarb. Sein Besitz, darunter auch ein großer Hof in Staffel, ging größtenteils an die Reichsfreiherrenfamilie vom Stein über. Die ältere Linie derer von Staffel hatte ihren Hauptsitz auf Burg Balduinstein. 1522 ist erstmals verbürgt, dass die Familie inzwischen die Zugehörigkeit zur Reichsritterschaft beanspruchte. Ab dem späten 16. Jahrhundert zerfiel in einer Phase von Vormundschaften der staffelsche Besitz, so dass am Ende kaum mehr als Balduinstein übrig blieb. Als letzter Vertreter der Familie von Staffel starb 1683 Philipp Adolf als Domherr in Mainz.

### Verwaltungsgeschichte im Überblick
Die folgende Liste zeigt die Staaten und Verwaltungseinheiten, denen Staffel angehört(e):
- vor 1806: Heiliges Römisches Reich, Fürstentum Diez, Amt Diez
- ab 1806: Herzogtum Nassau,[Anm. 2] Amt Diez
- ab 1816: Herzogtum Nassau, Amt Limburg
- ab 1849: Herzogtum Nassau, Kreisamt Limburg[Anm. 3]
- ab 1854: Herzogtum Nassau, Amt Limburg
- ab 1867: Königreich Preußen,[Anm. 4] Provinz Hessen-Nassau, Regierungsbezirk Wiesbaden, Unterlahnkreis[Anm. 5]
- ab 1871: Deutsches Reich, Königreich Preußen, Provinz Hessen-Nassau, Regierungsbezirk Wiesbaden, Unterlahnkreis
- ab 1886: Deutsches Reich, Königreich Preußen, Provinz Hessen-Nassau, Regierungsbezirk Wiesbaden, Kreis Limburg
- ab 1918: Deutsches Reich, Freistaat Preußen, Provinz Hessen-Nassau, Regierungsbezirk Wiesbaden, Kreis Limburg
- ab 1944: Deutsches Reich, Freistaat Preußen, Provinz Nassau, Landkreis Limburg
- ab 1945: Deutsches Reich, Amerikanische Besatzungszone,[Anm. 6] Groß-Hessen, Regierungsbezirk Wiesbaden, Landkreis Limburg
- ab 1946: Deutsches Reich, Amerikanische Besatzungszone, Hessen, Regierungsbezirk Wiesbaden, Landkreis Limburg
- ab 1949: Bundesrepublik Deutschland, Hessen, Regierungsbezirk Wiesbaden, Landkreis Limburg
- ab 1968: Bundesrepublik Deutschland, Hessen, Regierungsbezirk Darmstadt, Landkreis Limburg
- ab 1974: Bundesrepublik Deutschland, Hessen, Regierungsbezirk Darmstadt, Landkreis Limburg-Weilburg, Stadt Limburg
- ab 1981: Bundesrepublik Deutschland, Hessen, Regierungsbezirk Gießen, Landkreis Limburg-Weilburg, Stadt Limburg

## Bevölkerung
Einwohnerstruktur 2011
Nach den Erhebungen des Zensus 2011 lebten am Stichtag dem 9. Mai 2011 in Staffel 2370 Einwohner. Darunter waren 375 (15,8 %) Ausländer. Nach dem Lebensalter waren 426 Einwohner unter 18 Jahren, 951 zwischen 18 und 49, 513 zwischen 50 und 64 und 477 Einwohner waren älter. Die Einwohner lebten in 1032 Haushalten. Davon waren 312 Singlehaushalte, 282 Paare ohne Kinder und 303 Paare mit Kindern, sowie 105 Alleinerziehende und 27 Wohngemeinschaften. In 237 Haushalten lebten ausschließlich Senioren und in 684 Haushaltungen lebten keine Senioren.
Einwohnerentwicklung
| Staffel: Einwohnerzahlen von 1834 bis 2020 | Staffel: Einwohnerzahlen von 1834 bis 2020 | Staffel: Einwohnerzahlen von 1834 bis 2020 | Staffel: Einwohnerzahlen von 1834 bis 2020 | Staffel: Einwohnerzahlen von 1834 bis 2020 |
| --- | ------------------------------------------ | ------------------------------------------ | ------------------------------------------ | ------------------------------------------ |
| Jahr |                                            |                                            |                                            | Einwohner                                  |
| 1834 | 1834                                       |                                            | 353                                        | 353                                        |
| 1840 | 1840                                       |                                            | 409                                        | 409                                        |
| 1846 | 1846                                       |                                            | 457                                        | 457                                        |
| 1852 | 1852                                       |                                            | 500                                        | 500                                        |
| 1858 | 1858                                       |                                            | 499                                        | 499                                        |
| 1864 | 1864                                       |                                            | 543                                        | 543                                        |
| 1871 | 1871                                       |                                            | 671                                        | 671                                        |
| 1875 | 1875                                       |                                            | 581                                        | 581                                        |
| 1885 | 1885                                       |                                            | 646                                        | 646                                        |
| 1895 | 1895                                       |                                            | 676                                        | 676                                        |
| 1905 | 1905                                       |                                            | 890                                        | 890                                        |
| 1910 | 1910                                       |                                            | 1.023                                      | 1.023                                      |
| 1925 | 1925                                       |                                            | 1.099                                      | 1.099                                      |
| 1939 | 1939                                       |                                            | 1.138                                      | 1.138                                      |
| 1946 | 1946                                       |                                            | 1.657                                      | 1.657                                      |
| 1950 | 1950                                       |                                            | 1.711                                      | 1.711                                      |
| 1956 | 1956                                       |                                            | 1.802                                      | 1.802                                      |
| 1961 | 1961                                       |                                            | 2.086                                      | 2.086                                      |
| 1967 | 1967                                       |                                            | 2.324                                      | 2.324                                      |
| 1970 | 1970                                       |                                            | 2.387                                      | 2.387                                      |
| 1974 | 1974                                       |                                            | 2.356                                      | 2.356                                      |
| 1987 | 1987                                       |                                            | 2.614                                      | 2.614                                      |
| 1994 | 1994                                       |                                            | 2.746                                      | 2.746                                      |
| 2011 | 2011                                       |                                            | 2.370                                      | 2.370                                      |
| 2014 | 2014                                       |                                            | 2.605                                      | 2.605                                      |
| 2020 | 2020                                       |                                            | 2.762                                      | 2.762                                      |
| Datenquelle: Historisches Gemeindeverzeichnis für Hessen: Die Bevölkerung der Gemeinden 1834 bis 1967. Wiesbaden: Hessisches Statistisches Landesamt, 1968. Weitere Quellen: LAGIS; Stadt Limburg; Zensus 2011 |                                            |                                            |                                            |                                            |

Historische Religionszugehörigkeit
| • 1885: | 0634 evangelische (= 98,14 %), 11 katholische (= 1,70 %), ein jüdischer (= 0,15 %) Einwohner |
| • 1961: | 1247 evangelische (= 59,78 %), 788 römisch-katholische (= 37,78 %) Einwohner                 |

## Politik
Für den Stadtteil Staffel besteht ein Ortsbezirk (Gebiete der ehemaligen Gemeinde Staffel) mit Ortsbeirat und Ortsvorsteher nach der Hessischen Gemeindeordnung.
Der Ortsbeirat Staffel besteht aus neuen Mitgliedern. Bei den Kommunalwahlen in Hessen 2021 betrug die Wahlbeteiligung zum Ortsbeirat 51,27 %. Dabei wurden gewählt: fünf Mitglieder der SPD, drei Mitglieder der CDU und ein Mitglied des Bündnis 90/Die Grünen. Der Ortsbeirat wählte Matthias Schellhorn (SPD) zum Ortsvorsteher.

## Kultur und Vereine

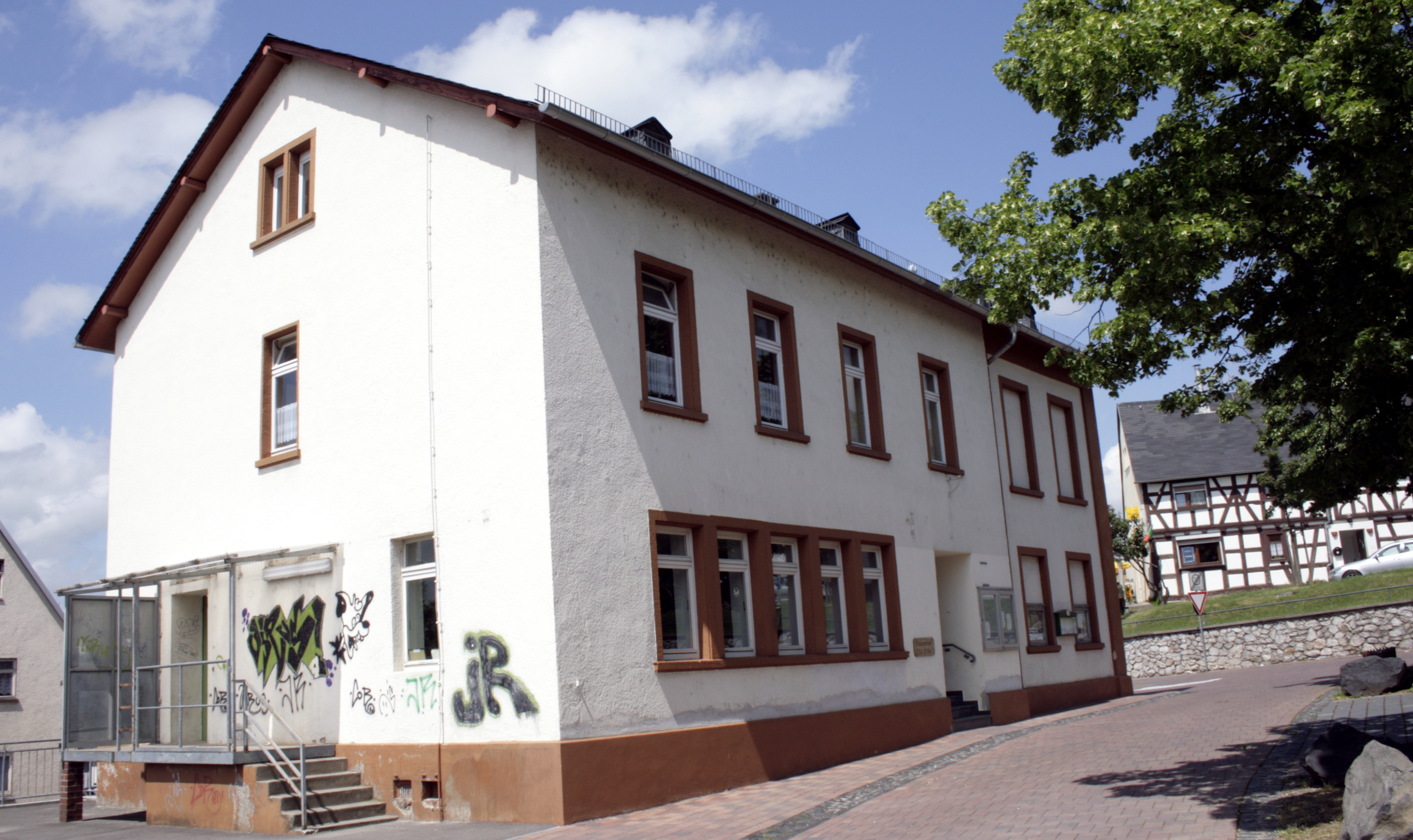
Ehemalige Schule, heute Kulturzentrum

Der Kulturverein Staffel organisiert Freilicht-Theateraufführungen und Hobbyausstellungen, die „Staffeler Ritterschaft“ organisiert mittelalterliche Märkte und der Carnevalsclub gestaltet die Fastnachtssaison.
Der älteste Staffeler Verein ist der Männergesangverein „Harmonie“, der 1838 gegründet wurde. Die Freiwillige Feuerwehr Staffel besteht seit 1880 (ihre Jugendfeuerwehr seit 1. Januar 1980), der Turn- und Sportverein seit 1914. Außerdem gibt es einen Schützenverein, den Verein „Freunde von Honduras“, einen Hundeverein, den Frauenchor „Mimos“, den 1953 gegründeten TTC Grün-Weiß Staffel (Tischtennis) und einen Obst- und Gartenbauverein.
Im Jahr 1983 wurde in Neu-Staffel „Rette ein Kinderleben e. V.“ gegründet, um notleidende Kindern in der Dritten Welt zu unterstützen.

## Wirtschaft und Infrastruktur

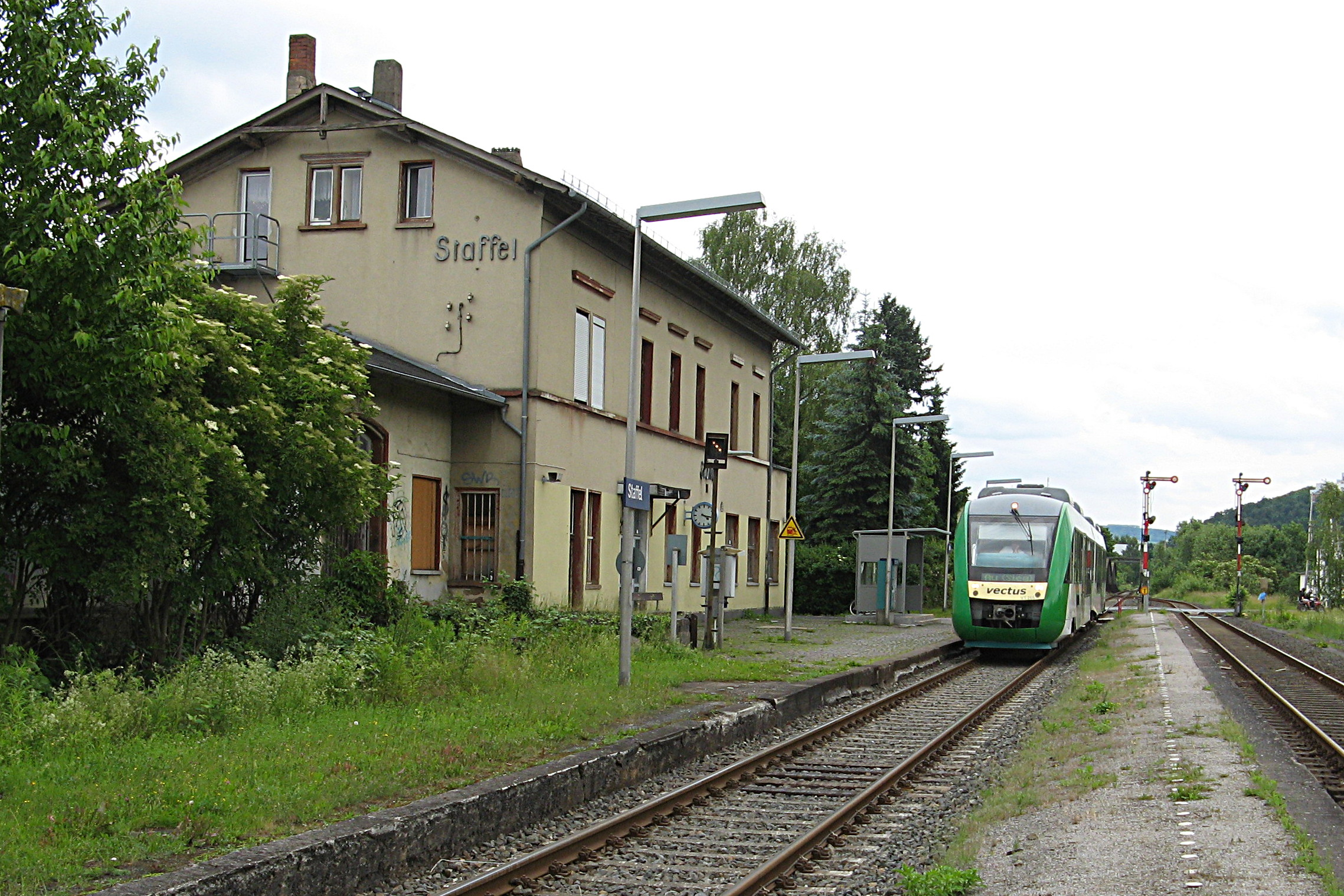
Bahnhof Staffel

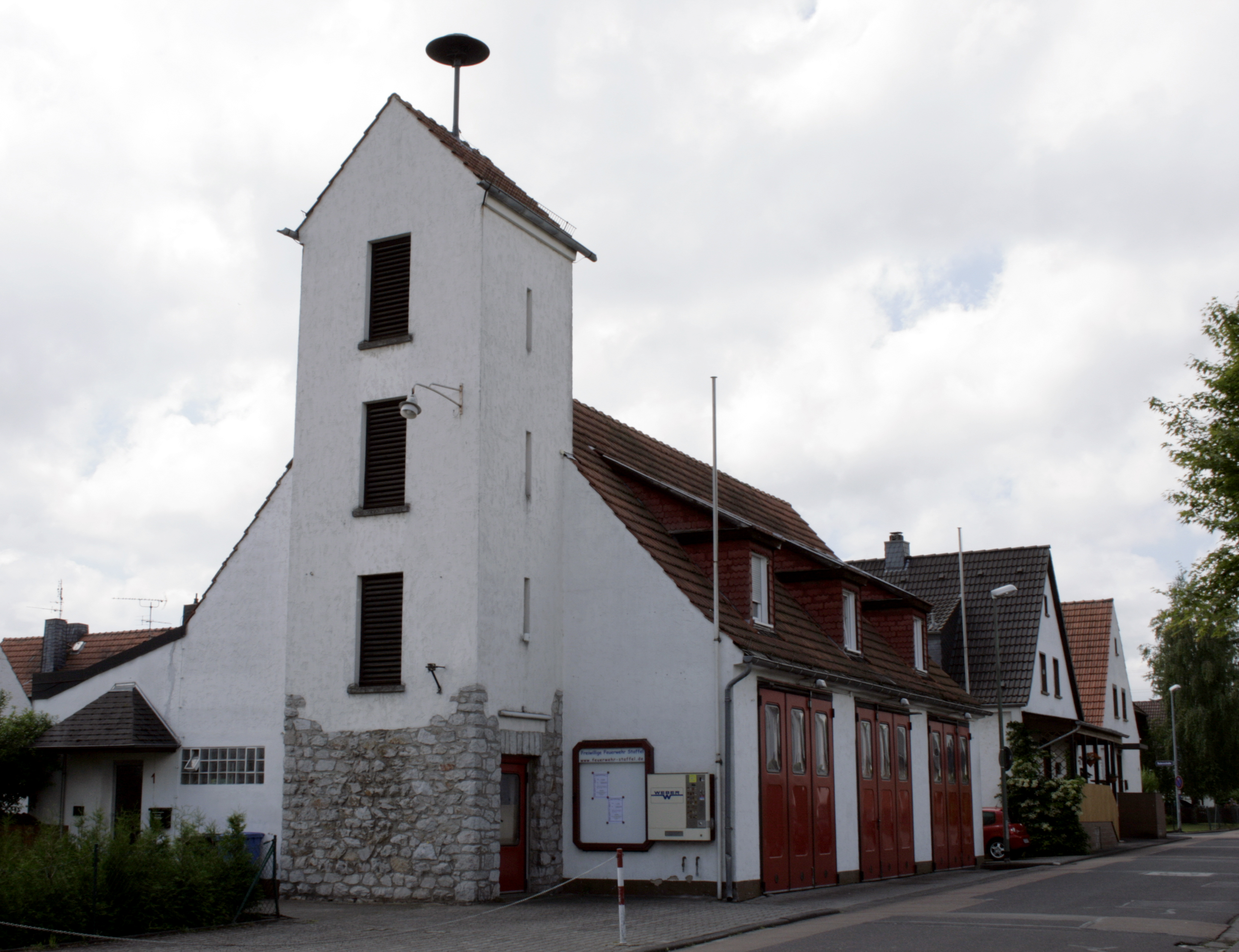
Feuerwehrhaus Staffel

In Staffel war von 1899 bis 1989 die „Steingutfabrik Staffel“ ansässig.

### Verkehr
Über den Bahnhof Staffel ist der Stadtteil an die Westerwald-Sieg-Bahn – hier verkehren die Züge der Linie RB 90 (Limburg–Diez Ost-Westerburg–Hachenburg–Altenkirchen–Au (Sieg)-Betzdorf(Sieg)-Siegen Hbf-Kreuztal) – sowie an die Unterwesterwaldbahn angeschlossen, auf der die Züge der Linie RB 29 (Limburg(Lahn)-Diez Ost-Staffel-Elz Süd-Montabaur-Wirges-Siershahn) verkehren. Beide Linien werden von der Hessischen Landesbahn (HLB) betrieben. Aufgrund der Lage im Landkreis Limburg-Weilburg gilt der Tarif des Rhein-Main-Verkehrsverbunds (RMV).

### Öffentliche Einrichtungen
Die Freiwillige Feuerwehr Staffel, gegr. 1880 (seit 1. Januar 1980 mit ihrer Jugendfeuerwehr), sorgt für den abwehrenden Brandschutz und die allgemeine Hilfe.
Staffel verfügt über eine Grundschule und eine Kindertagesstätte.